# Pon no Michi
Pon no Michi (ぽんのみち?) es una serie de televisión de anime original animada por OLM. Se estrenó en enero de 2024 en MBS, TBS, BS-TBS. 
Una adaptación a manga de Tsukasa Unohana comenzó a publicarse en la revista de manga shōjo Nakayoshi de Kodansha el 1 de septiembre de 2023.

## Personajes
Nashiko Jippensha (十返舎 なしこ Jippensha Nashiko?)
 Seiyū: Kaori Maeda
Pai Kawahigashi (河東 ぱい Kawahigashi Pai?)
 Seiyū: Iori Saeki
Izumi Tokutomi (徳富 泉 Tokutomi Izumi?)
 Seiyū: Shion Wakayama
Riche Hayashi (林 リーチェ Hayashi Rīche?)
 Seiyū: Yui Kondou
Chonbo (チョンボ?)
 Seiyū: Akio Otsuka
Haneru Emi (江見 跳 Emi Haneru?)
 Seiyū: Hibiku Yamamura

## Producción y lanzamiento
Esta serie fue creada por IISP y producida por OLM. Es un trabajo original de IISP y cuenta con dirección y composición de serie de Tatsuma Minamikawa, diseños de personajes originales de Negi Haruba, diseños de personajes de animación de Kenji Ota y música compuesta por Sachiko Takahashi, Takuma Sogi, hisakuni, Riko Ohashi, Kanji Eguchi, y Shari. Se estrenó el 6 de enero de 2024 en el bloque de programación Animeism de MBS, TBS, BS-TBS. El tema de apertura es "Ponpopopon" interpretado por Kana Nakada con Pon no Michi All Stars, una unidad compuesta por los actores de voz del anime, mientras que el tema de cierre es "Good Luck Waker" interpretado por Halca. REMOW obtuvo la licencia de la serie en el Sudeste Asiático.